# Google Cardboard
Google Cardboardとは折りたたみボール紙製の本体に手持ちのスマートフォンと組み合わせることで完成するヘッドマウントディスプレイ。レンズが部品として付属し、目の周辺に装着することでバーチャルリアリティ (VR) 体験ができる。Googleが低価格かつオープンソースのヘッドセットとして設計、ユーザー自身が工作する方式で無料提供された。スマートフォンにインストールしたステレオスコープ表示ソフトウェアがこの端末とレンズを通して単一の3次元映像を見ることができる。2014年のGoogle I/Oで発表された。以降、安価で手軽なVRシステムとしてサポートが続いている。
ステレオスコープ表示にはWebGLに対応したスマートフォンが必要でChromeとWebGLが搭載されたスマートフォンはGoogleによるウェブ上の実験で使用することができる。AppleのiOS 8でもこの技術に対応しているため、Cardboard公式アプリも動作する。Cardboardに対応したサードパーティー製アプリも簡単に作成できるため、Google Playストアで多数配信されている。
パリで開催されたGoogle アートプロジェクトで所属技術者のデヴィッド・コズとダミアン・ヘンリーは20%ルール（自分たちの好きなプロジェクトに業務時間のうち20%の時間を費やせるGoogleのルール）の時間を用いてCardboard製作に成功した。
2014年11月、ボルボとのコラボレーションモデルがリリースされた。Volvo RealityというAndroidアプリを使ってXC90を体験できる。
2015年11月、YouTubeアプリが対応し、すべての動画がVRモードで視聴できるようになった。
2021年3月、Google StoreでのCardboardビューアの販売を終了した。

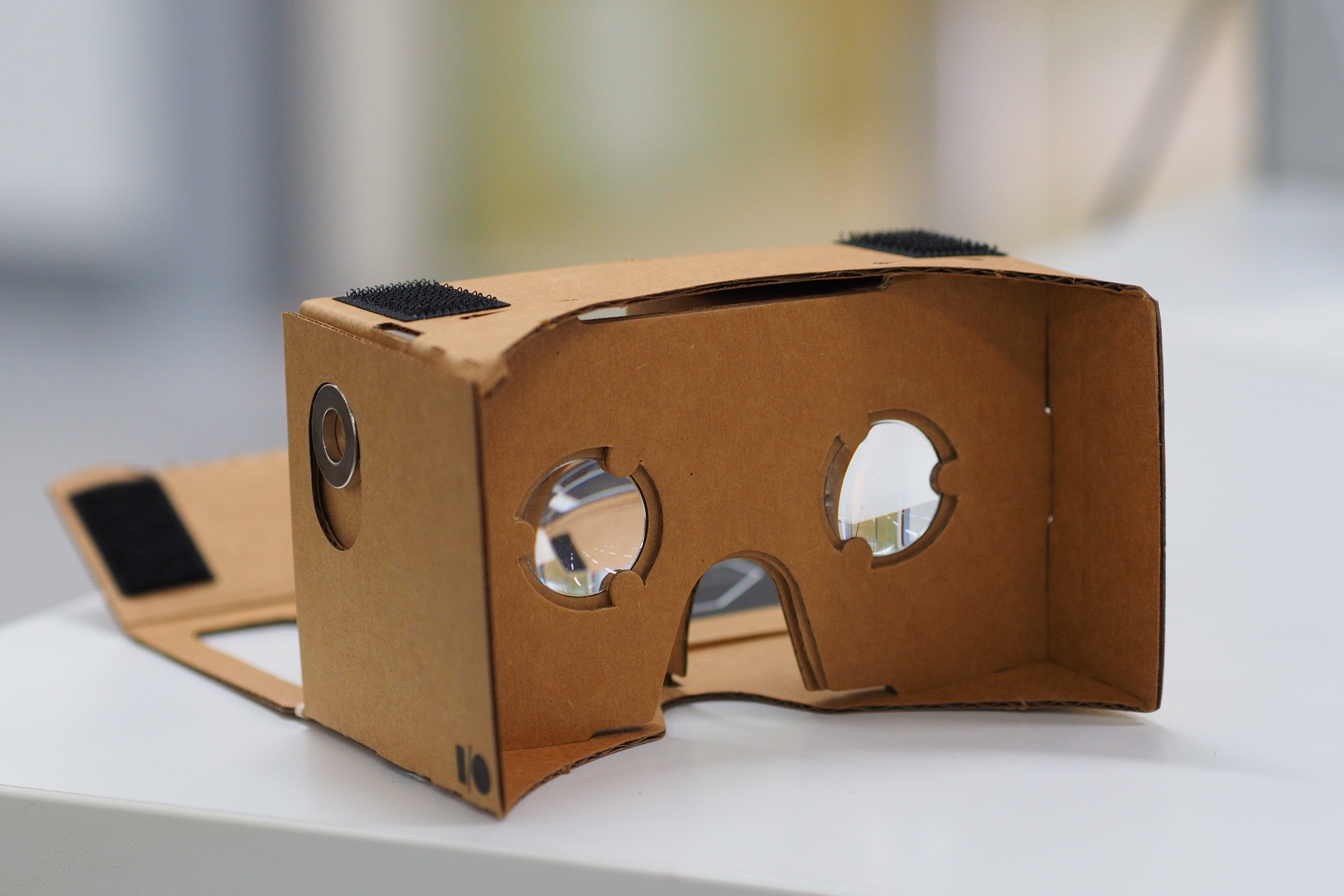
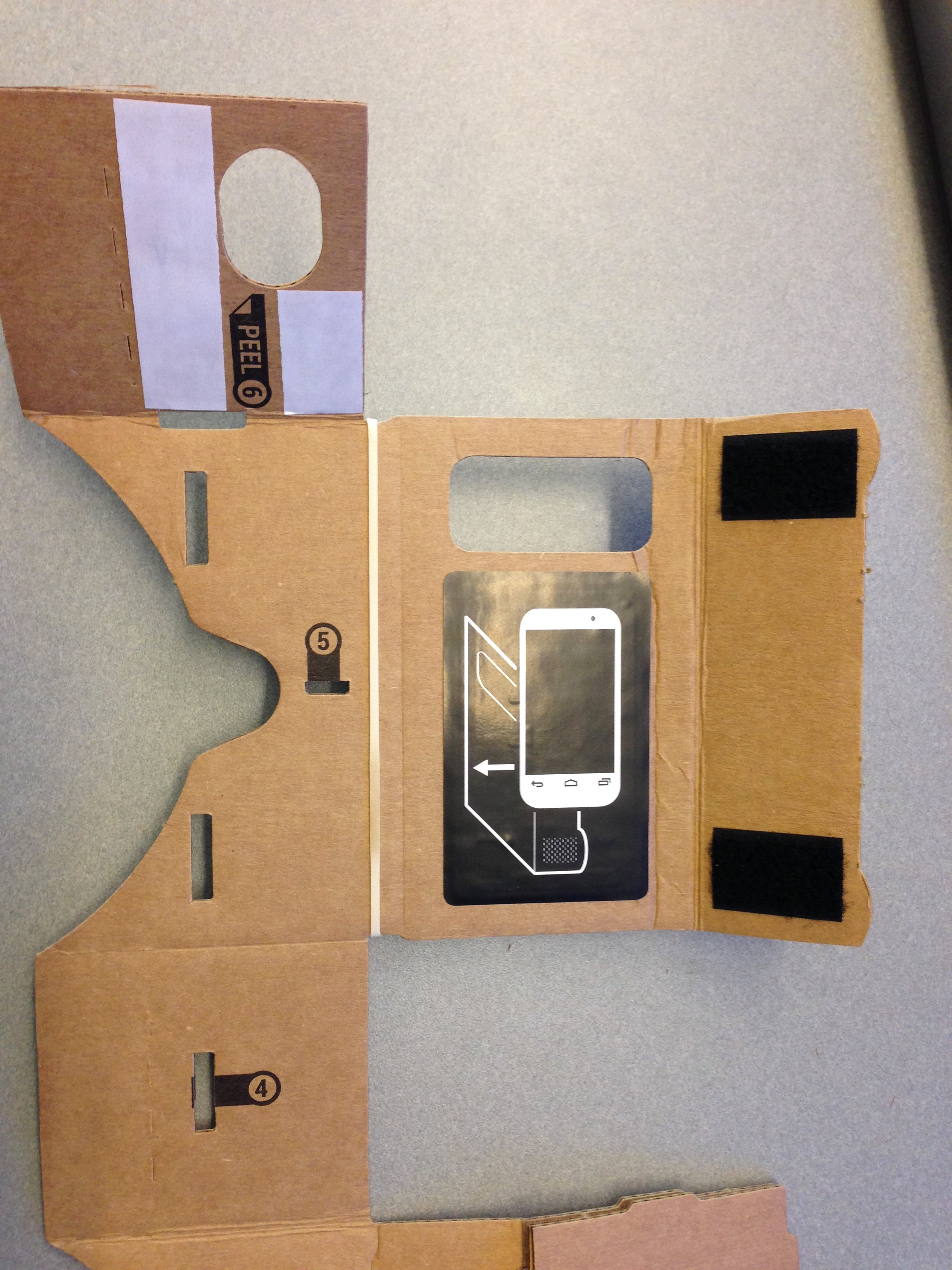
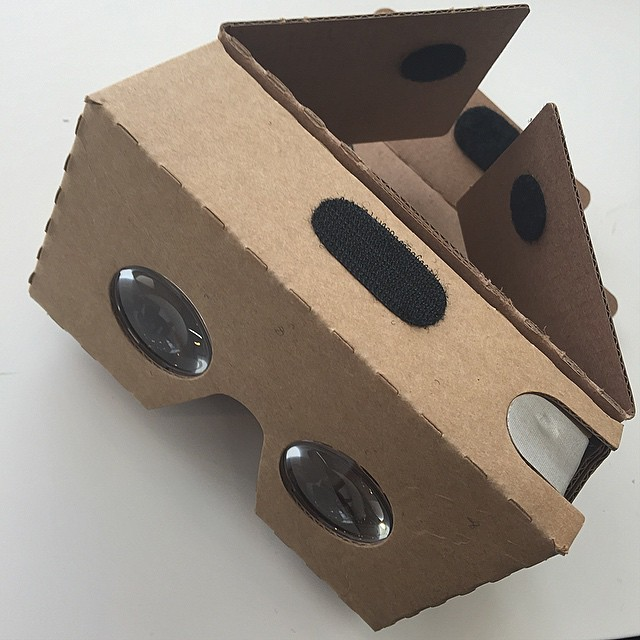